# Metrea ostreonalis
Metrea ostreonalis är en fjärilsart som beskrevs av Augustus Radcliffe Grote 1882. Metrea ostreonalis ingår i släktet Metrea och familjen Crambidae. Inga underarter finns listade i Catalogue of Life.